# Triangle-Piercing
Das Triangle ist ein Intimpiercing bei Frauen. Es verläuft durch die Klitorisvorhaut unterhalb der Klitoris.

## Geschichte
Beim Triangle handelt es sich um ein kulturell relativ neues Piercing. Die Idee für das Piercing stammt von Lou Duff, Mitbegründer des Gauntlet-Piercingstudios. Dieser führte es erstmals 1991 durch, das Piercing wurde dann in den frühen 1990er Jahren in der PFIQ veröffentlicht.

## Position
Es verläuft recht tief unterhalb der Klitoris horizontal durch die Klitorisvorhaut und zwar an der Stelle, wo die Klitorisvorhaut in die kleinen Schamlippen übergeht. Diese Stelle ähnelt einem Dreieck, woraus sich auch der Name des Piercings ableitet (englisch triangle für „Dreieck“).

## Stechen

Triangle Piercing

Das Piercing kann nur gestochen werden, wenn die anatomischen Voraussetzungen dafür erfüllt sind. Konkret bedeutet das, dass unterhalb der Klitoris genügend Gewebe vorhanden sein muss, so dass ausreichend Platz für den Schmuck bleibt. Die zu piercende Stelle sollte soweit ausgeprägt sein, dass sie sich mit Daumen und Zeigefinger zusammendrücken lässt. Bei stark ausgeprägten äußeren Schamlippen kann es dazu kommen, dass das Piercing möglicherweise unbequem zu tragen ist, da es permanent verdreht und eingeklemmt wird. Ob das Piercing problemlos durchführbar ist, lässt sich letztlich nur im Vorgespräch mit dem Piercer klären.
Das Piercing ist im Vergleich zum ähnlichen, jedoch oberhalb der Klitoris verlaufenden, horizontalen Klitorisvorhautpiercing relativ schwer zu stechen. Die zu piercende Stelle liegt tiefer, ist schwerer zu ertasten und hat einen längeren Stichkanal. Entsprechend sollte ein Triangle nur von erfahrenen Piercern gestochen werden.

## Stimulation
Das Triangle-Piercing wird oft als sehr angenehm beschrieben. Neben dem wesentlich schwierigeren und gefährlicheren Isabella-Piercing ist es das einzige Piercing, das die Klitoris von hinten stimulieren kann.